# يفجيني جروس
يفجيني جروس (بالروسية: Гросс, Евгений Фёдорович)‏ (و. 1897 – 1972 م) هو فيزيائي، من الإمبراطورية الروسية، ولد في كولبينو، كان عضوًا في الأكاديمية الروسية للعلوم، توفي في سانت بطرسبرغ، عن عمر يناهز 75 عاماً.

## التعليم
تعلم في جامعة سانت بطرسبورغ الحكومية.

## جوائز
حصل على جوائز منها:
- جائزة الاتحاد السوفييتي الحكومية
- وسام لينين.